# Mikkel Guldager
Mikkel Guldager (født i 1977) er en dansk romanforfatter. Guldager er uddannet cand.mag. i engelsk ved Københavns Universitet.